# Бутаков Григорій Іванович
Григо́рій Іва́нович Бутако́в (27 вересня (9 жовтня) 1820, Рига — 31 травня (12 червня) 1882, Петербург) — російський воєнно-морський діяч, мореплавець, адмірал, основоположник тактики парового броненосного флоту, дослідник Чорного моря.
Походив з дворянського роду Бутакових; батько — віце-адмірал Іван Миколайович Бутаков служив разом з адміралом М.П. Лазарєвим, всі брати також обрали морську кар'єру.
Вступив до Морського кадетського корпусу. 1838 — мічман із призначенням на лінійний корабель «Сілістрія». Квітень 1843 — лейтенант. 1850 — капітан-лейтенант.
9 жовтня 1854 Бутаков вперше в історії російської морської артилерії організував стрільбу по невидимій мішені. Серпень 1856 — контр-адмірал, головний командир Миколаївського порту і військовий губернатор Миколаєва і Севастополя. 1863—1867 — військово-морський аташе в Англії, Франції та Італії. 28 жовтня 1866 — віце-адмірал. 16 квітня 1878 — 1881 Бутаков — повний адмірал із призначенням начальником берегової й морської оборони фортеці Свеаборг. 1881 — головний командир Петербурзького порту. Згодом — член Державної ради.
Помер від апоплексичного удару.

## Нагороди

Погруддя перед Музеєм історії суднобудування та флоту. Миколаїв

Орден Святого Олександра Невського; Орден Білого Орла; Орден Святої Анни I ступеня; Орден Святого Володимира III ступеня; Орден Святого Георгія IV ступеня ; Орден святого Станіслава III ступеня; Золота зброя «За хоробрість».

## Праці
- "Свод морских военных сигналов";
- "Книги эволюционных сигналов";

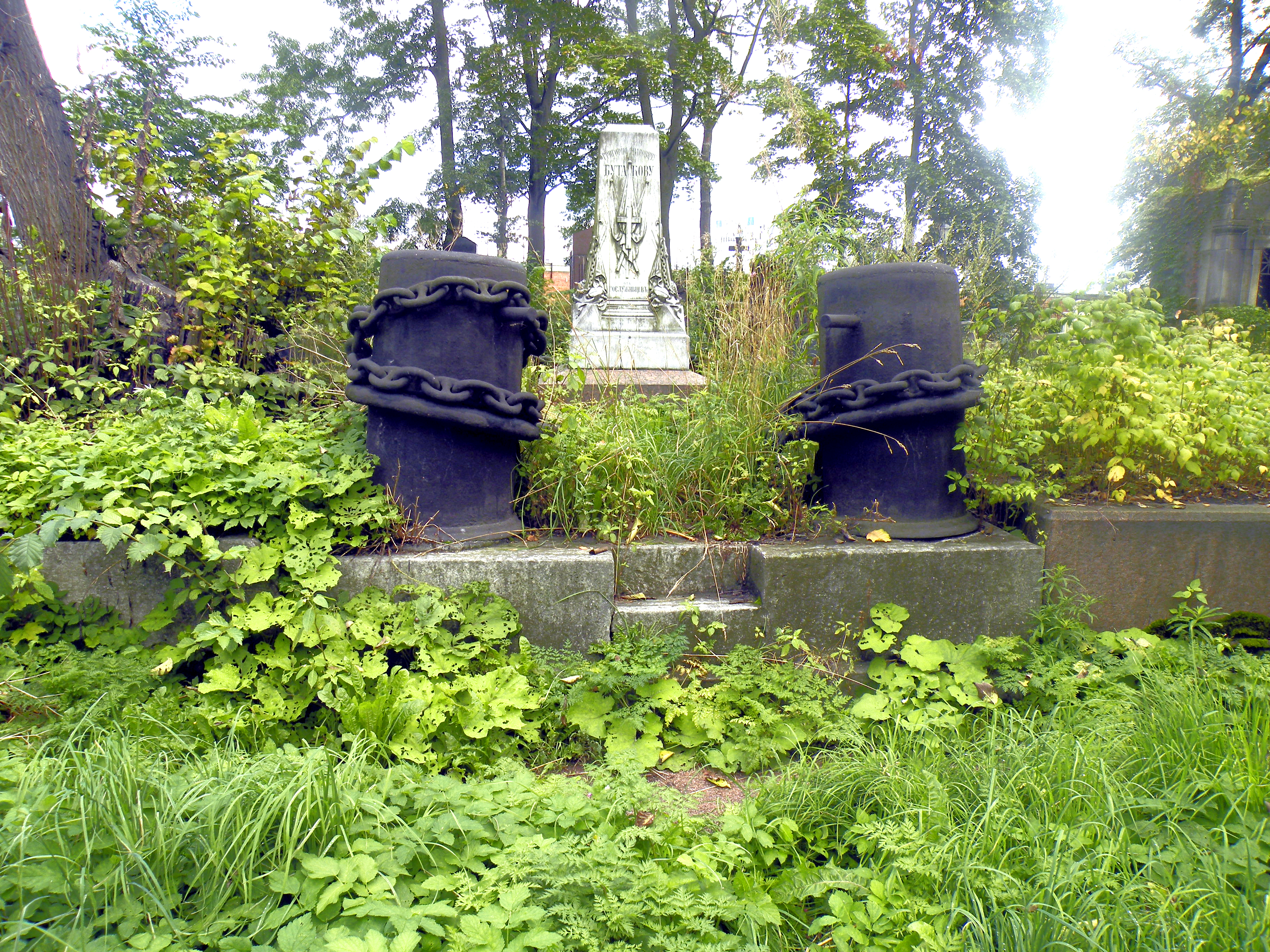
Могила на занедбаній ділянці Нікольського кладовища Олександро-Невської Лаври. Санкт-Петербург

- "Новые основания пароходной тактики".